# 延喜の治

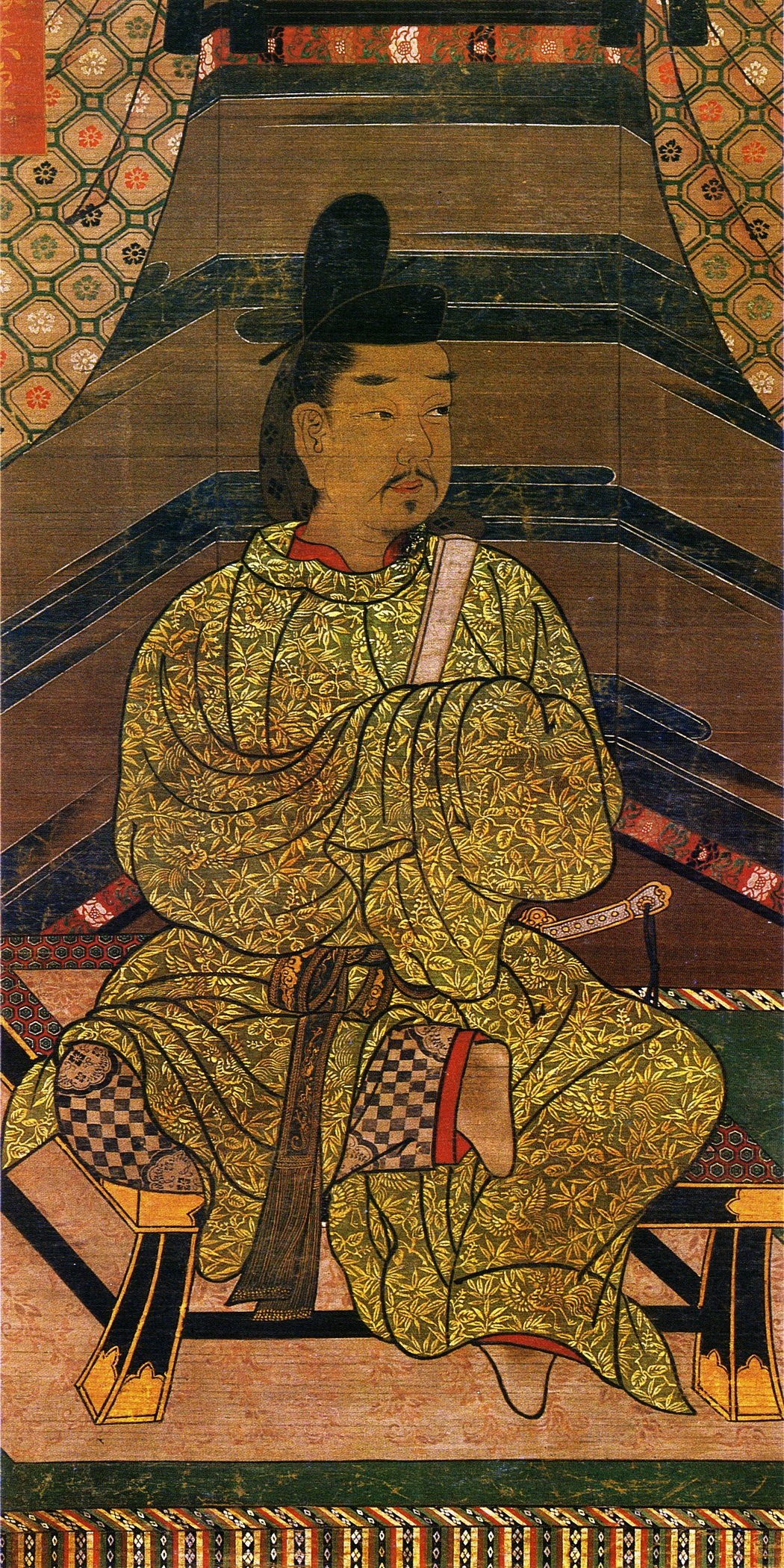
延喜の治を行った醍醐天皇

延喜の治（えんぎのち）は、平安時代中期（10世紀前期）の醍醐天皇の治世の時代、またはそれを理想視した呼称。延喜は醍醐天皇の治世の元号である。

## 概要
醍醐天皇は摂関を置かず、また延喜格式が編纂されるなど、後世の人々から天皇親政による理想の政治が行われた治世と評価され、同じく10世紀中期に天皇親政が行われたとする村上天皇の治世（天暦の治）と併せて延喜・天暦の治と呼ばれた。
しかし、実際に延喜期の政務をリードしたのは太政官筆頭の左大臣藤原時平であった。時平は若くして亡くなり、天皇との外戚関係が無かったために摂関の地位に付かなかったものの、妹の藤原穏子を醍醐天皇の中宮とした。醍醐には大勢の皇子がいたが皇太子になったのは、穏子所生の子のみであり後世の摂関政治の基礎が実はこの時期に形成されたことが分かる。
時平は、醍醐天皇の前代宇多天皇の政治方針を継承した。宇多天皇の政治（寛平の治と呼ばれる）は、権門（有力貴族・寺社）を抑制し、小農民を保護するという律令制への回帰を強く志向していたが、時平もこの方針を受け継ぎ、例えば時平執政期の902年（延喜2年）には班田を励行する法令が発布されている。同様に、この時期に行われた延喜格式の編纂も律令制回帰を目的としたものであった。ただ、現実には百姓層の階層分化が著しく進んでおり律令制的な人別支配はもはや不可能な段階に至っていたため、延喜の治は必ずしも成功したとは言えなかった。結果的に延喜の治は律令制復活の最後の試みとなり、次代の朱雀天皇および藤原忠平の治世から、律令制支配は完全に放棄されることとなり、新たな支配体制=王朝国家体制の構築・充実が進展していったのである。
なお、寛平の治は菅原道真の主導による王朝国家体制への転換準備期であり、延喜の治は道真の着想を引き継いだ時平による王朝国家体制への移行を意図したものであったが、時平により道真の政治の記録が抹殺されたため詳細が不明となっていたにすぎないとする平田耿二等の説がある。この説によると、延喜の班田励行は租税の額の確定を目的としたものであり、来るべき土地への課税を前提とした制度改革であったこととなる。